# Coffea canephora
Coffea canephora (café robusta; sin. Coffea robusta) es una especie de café (género Coffea) originaria del África Occidental. Crece sobre todo en África y en Brasil, donde se conoce con el nombre de Conillon. También se halla en el sureste asiático, donde los colonialistas franceses introdujeron el cultivo en Vietnam a fines del siglo XIX, y de allí pasó a Brasil. Es más fácil de cuidar que Coffea arabica y más barato de producir teniendo un precio de mercado internacional por debajo del valor del dólar. Mientras los granos de arabica son considerados superiores, robusta suele limitarse a grados menores de baja calidad. Se usa muy comúnmente para elaborar café instantáneo, y en mezclas para espresso de bajas calidades para abaratar costos de torrefacción. La especie robusta tiene entre el doble y el triple de cafeína que el café tipo arabica, así como un elevado porcentaje de materiales pesados. Aproximadamente un tercio del café del mundo es de la variedad robusta.

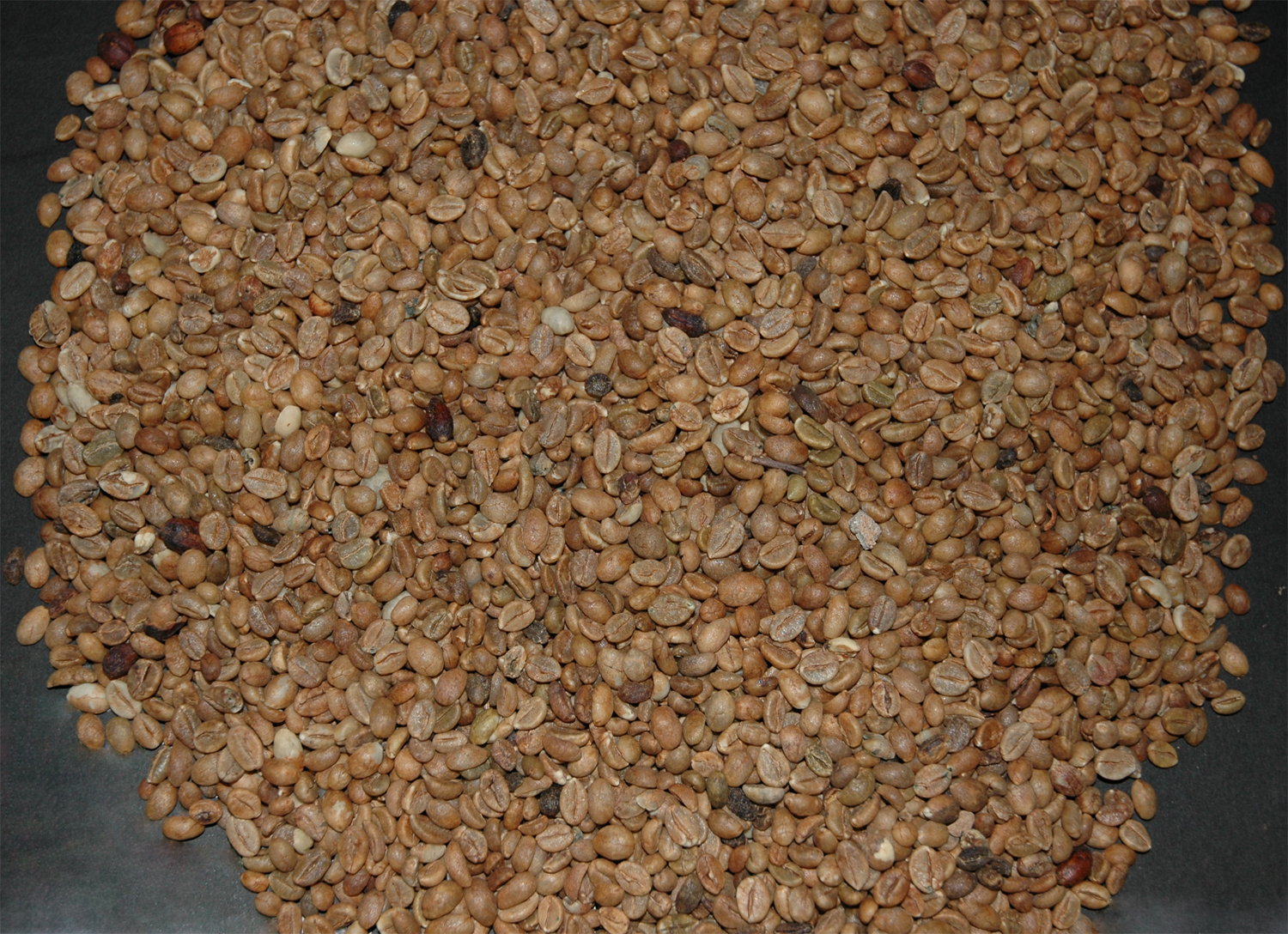
Granos de café sin tostar (Coffea canephora - Conilon / Robusta)

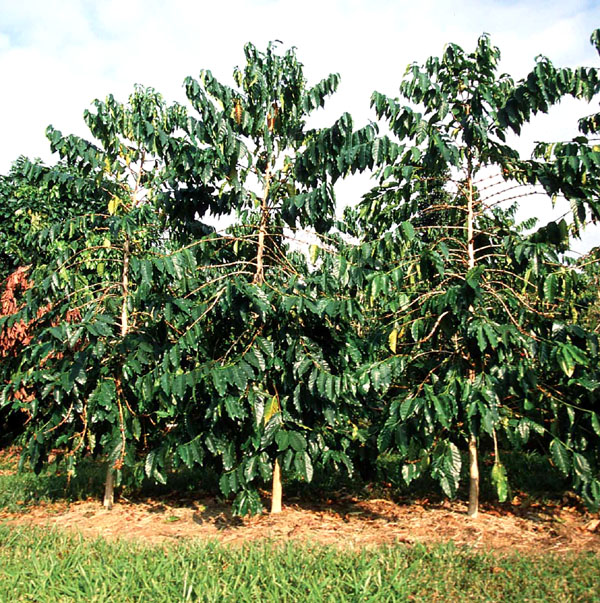
Árbol del café

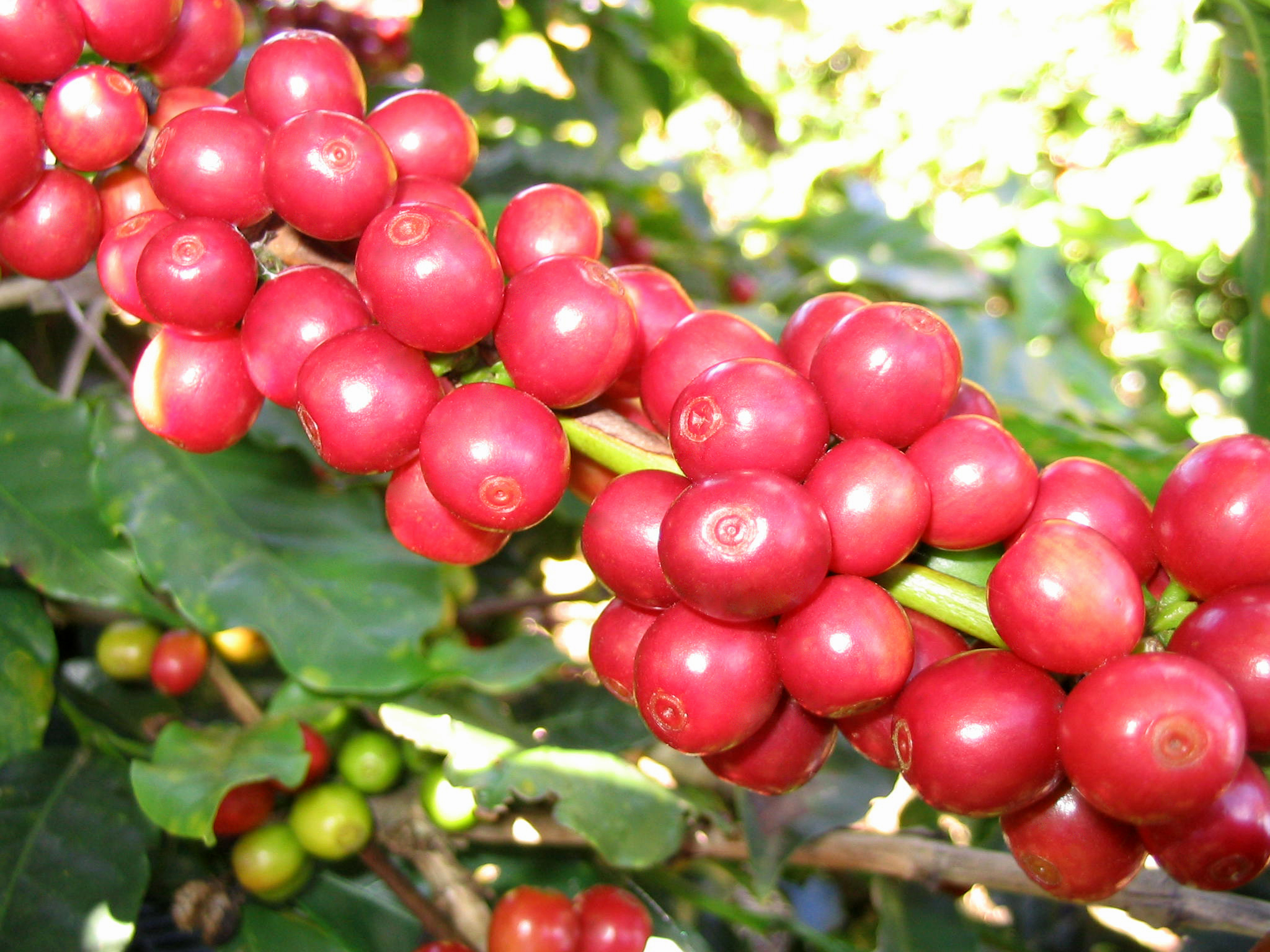
Fruto

## Botánica
Coffea canephora no se clasificó como especie de Coffea sino hasta fines del siglo XIX; después de Coffea arabica, en el siglo XVIII. La planta tiene un sistema radicular somero y crece como árbol o arbusto robusto de cerca de 10 metros. Florece irregularmente, y todas las flores tardan en cuajar hasta 11 meses y producen granos ovales. La planta robusta tiene mayor rendimiento de recolección que Coffea arabica y es menos susceptible a plagas y enfermedades, pero con sabor más amargo y ácido que coffea arabiga.
La planta de la robusta tiene 25 cromosomas, tiene un embrión y puede reproducir hasta 7 cigotos.

## Sinónimos
- Coffea arabica var. stuhlmannii A. Froehner (1898)
- Coffea laurentii De Wild. (1900)
- Coffea robusta L. Linden (1900)
- Coffea canephora var. hiernii Pierre ex De Wild. (1901)
- Coffea canephora var. hinaultii Pierre ex De Wild. (1901)
- Coffea canephora var. kouilouensis De Wild. (1901)
- Coffea canephora var. muniensis Pierre ex De Wild. (1901)
- Coffea canephora var. oligoneura Pierre ex De Wild. (1901)
- Coffea canephora var. trillesii De Wild. (1901)
- Coffea canephora var. wildemanii Pierre ex De Wild. (1901)
- Coffea welwitschii Pierre ex De Wild. (1901)
- Coffea canephora var. opaca Pierre ex De Wild. (1904)
- Coffea maclaudii A.Chev. (1905)
- Coffea canephora var. crassifolia Lautent ex De Wild (1906)
- Coffea canephora f. sankuruensis De Wild (1906)
- Coffea bukobensis A.Zimm. (1908)
- Coffea canephora var. sankuruensis (De Wild) De Wild (1910)
- Coffea ugandae Cramer (1913)
- Coffea quillon Wester (1916), nom. nud.
- Coffea canephora var. gossweileri A.Chev. (1939)
- Coffea canephora var. welwitschii (Pierre ex De Wild.) A.Chev. (1939)
- Coffea canephora var. laurentii (De Wild.) A.Chev. (1942)
- Coffea canephora var. maclaudii (A.Chev.) A.Chev. (1942)
- Coffea canephora var. oka A.Chev. (1942), nom. inval.
- Coffea canephora var. stuhlmannii (A.Froehner) A.Chev. (1942)
- Coffea canephora var. ugandae (Cramer) A.Chev. (1942)
- Coffea canephora subvar. robusta (L.Linden) A.Chev. (1947)
- Coffea canephora var. nganda Haarer.[2]